# Osso frontal
O osso frontal, os frontale ou frontalis em latim, é um osso ímpar, mediano, simétrico e chato (ou plano), localizado na região anterior e média da calota craniana (calvária).

## Localização e posição anatômica
No terço superior do crânio, na região média e anterior da calota craniana, formando a fronte, o teto da órbita ocular e a maior parte da fossa  craniana anterior. A face convexa é anterior, e a porção aplanada, que apresenta a incisura etmoidal, é inferior.

## Estrutura e acidentes ósseos
Dada a sua morfologia, pode-se distinguir em duas partes: um segmento curvado vertical, a escama do frontal (squama frontalis), e um segmento horizontal, a porção orbitonasal, que é dividida em placas ligeiramente triangulares pela incisura etmoidal. Apresenta duas faces: uma posterior e côncava (face interna ou endocranial) e uma anterior e convexa (face externa ou exocranial).

### Margem parietal
Margem posterior do frontal, que se articula com os parietais.

### Margem nasal
Margem inferior serrada da parte nasal. Liga-se aos ossos nasais e maxilas.

### Margem esfenoidal
Margem que se une à asa maior do osso esfenoide.

### Margem supraorbital
Margem espessada que forma o limite superior da órbita, sob as sobrancelhas.

### Glabela
Pequena depressão entre os arcos superciliares, na face externa.

### Incisura (forame) supraorbital
Sobre a margem supraorbital de cada órbita. É o ponto de penetração do ramo lateral do nervo supraorbital e da artéria supraorbital.

### Forame (incisura) frontal
Estrutura inconstante localizada na margem supraorbital, medialmente à incisura (forame) supraorbital. Constitui uma abertura por onde passam o ramo medial do nervo supraorbital e a artéria supratroclear.

### Crista frontal
Localizada na face interna, trata-se de uma pequena eminência óssea, em forma de cunha, que percorre verticalmente a linha mediana da face interna da escama frontal até a fossa craniana anterior, anterior ao forame cego. Serve como fixação para a foice do cérebro.

### Sulco do seio sagital superior
Na face interna, trata-se de um sulco onde insere-se o seio homônimo.

### Incisura etmoidal
Endentação entra as partes orbitais na qual insere-se o osso etmoide.

### Espinha nasal
Situada na porção orbitonasal, trata-se de uma eminência pontiaguda encontrada no centro da parte anterior da incisura etmoidal.

### Seios
Cavidades encontradas internamente na escama, de cada lado da linha mediana e laterais à glabela.

### Septo dos seios frontais
Parede localizada entre os seios frontais, dividindo-os.

### Abertura do seio frontal
Orifício medial no assoalho do seio frontal para a eliminação de secreções.

### Túber (eminência)
Na face externa, é uma convexidade arredondada pronunciada acima de cada órbita.

### Arco superciliar
Elevação um pouco abaixo do túber e acima da margem supraorbital.

### Processo zigomático
Localizado na face externa, forma a margem lateral da órbita.

### Linha temporal
Crista curva que atravessa lateralmente o osso frontal, marcando o limite da fossa temporal. Trata-se da continuação da linha formada pela união das linhas temporais superior e inferior do osso parietal.

### Forame cego
Internamente, é por onde passa a veia emissária para o seio sagital superior.

### Sutura frontal (metópica)
Divide o osso frontal em dois, dispondo-se no sentido vertical, no centro dele. É visualizável na face externa, mas , na maioria dos casos, desaparece na infância.

### Espinha troclear
Estrutura pequena e inconstante. Localiza-se ântero-superiormente no ângulo medial da órbita, sendo o ponto de fixação do músculo oblíquo superior.

### Fóvea troclear
Depressão onde fixa-se a alça fibrosa do músculo oblíquo superior.

### Fossa da glândula lacrimal
No ângulo lateral da órbita, é uma depressão onde situa-se a glândula lacrimal.

## Articulações
Articula-se com sete ossos:
- Parietais, através da sutura coronal (frontoparietal);[19][36]
- Zigomáticos, através das suturas frontozigomáticas;[10]
- Etmoide, através da sutura frontoetmoidal;[14][37]
- Lacrimais, através da sutura frontolacrimal;[36][37]
- Esfenoide, através da sutura esfenofrontal;[17][36]
- Nasais, através da sutura frontonasal;[10][37]
- Maxilares, através da sutura frontomaxilar.[10][17]

## Inserções
O osso frontal dá origem aos músculos temporal, abaixador do supercílio, corrugador do supercílio, parte orbital do orbicular do olho e oblíquo superior do olho.

## Imagens

Frontal em destaque no crânio. Vista em 360°.
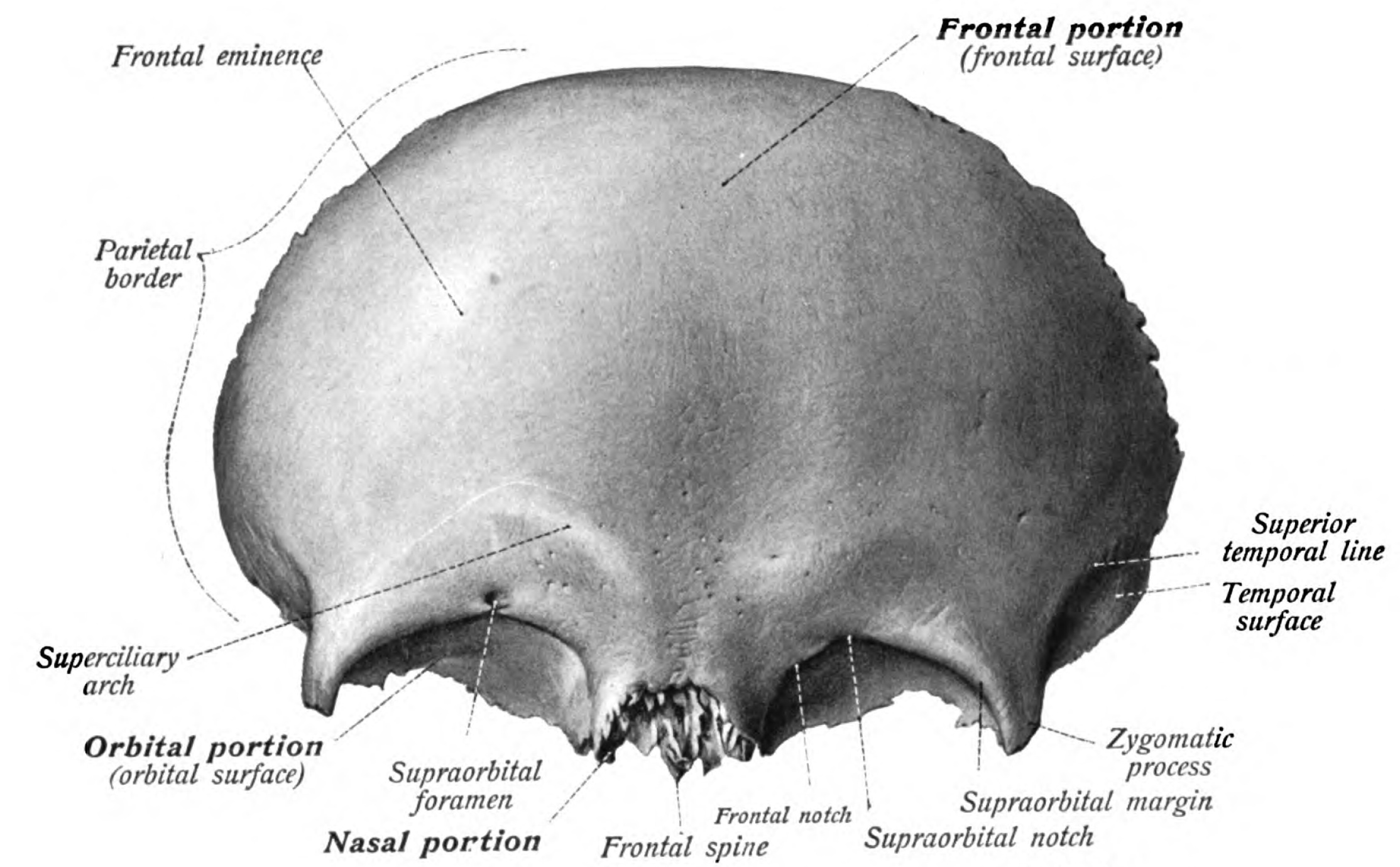
Acidentes ósseos (em inglês). Vista anterior (externa).
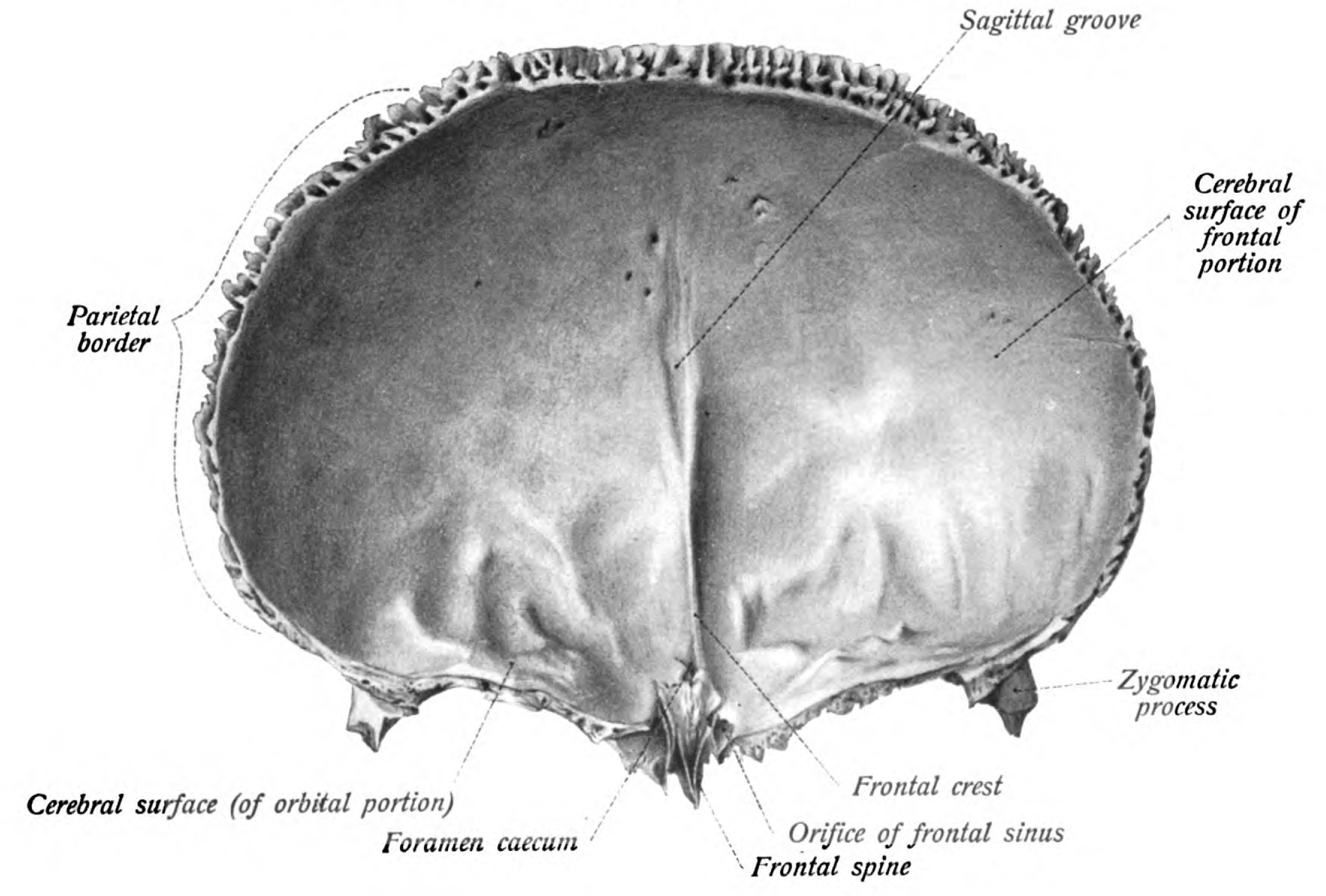
Acidentes ósseos (em inglês). Vista posterior (interna).
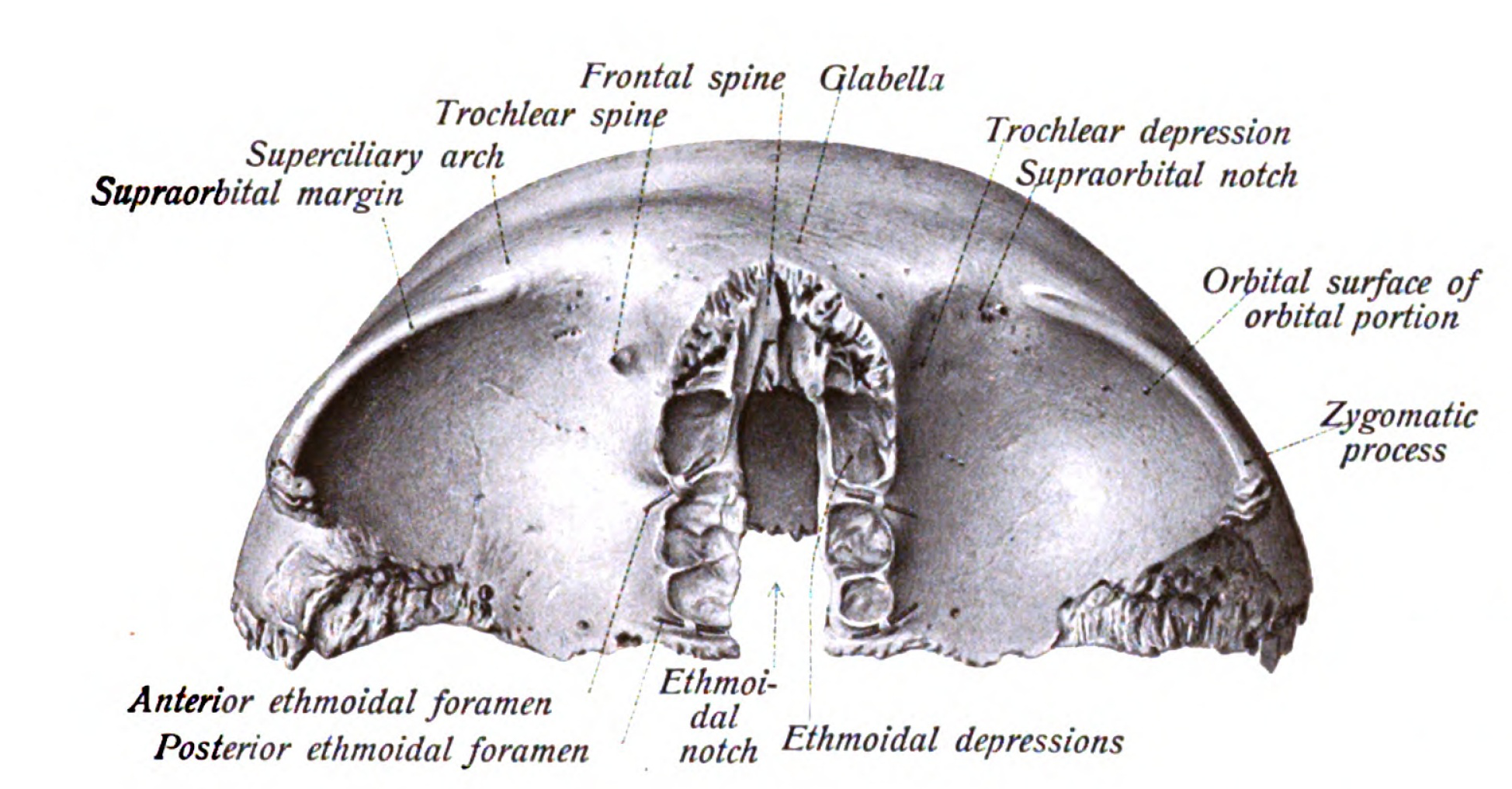
Acidentes ósseos (em inglês). Vista inferior.
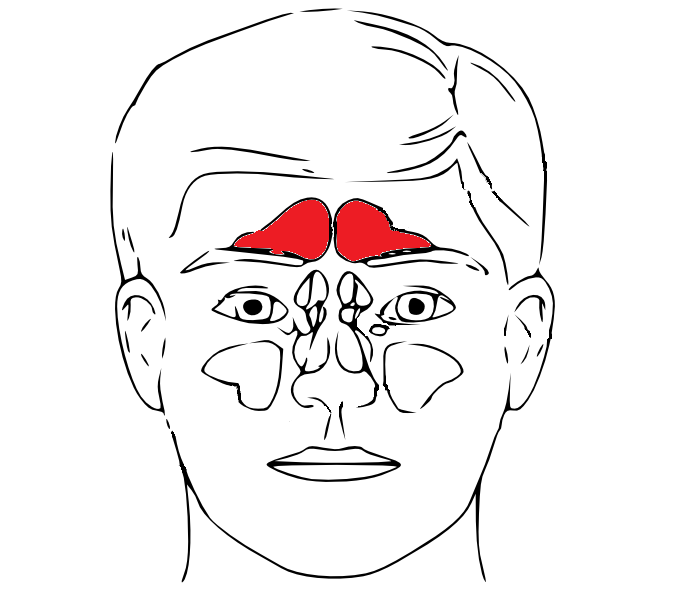
Seios frontais (em vermelho).
Linhas temporais (em vermelho). Visão em 360°.
Processos zigomáticos (em vermelho). Visão em 360°.
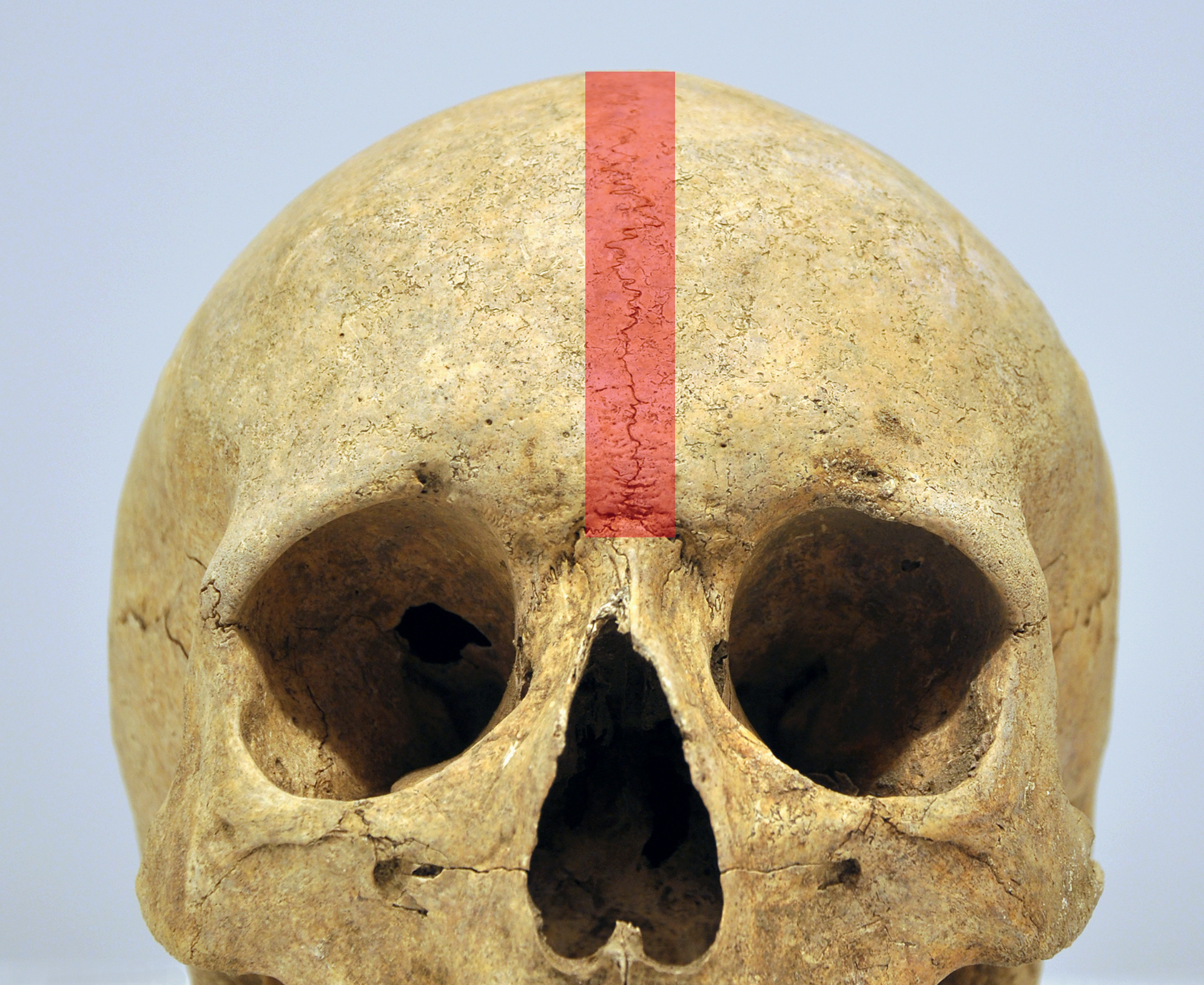
Detalhe da sutura frontal (metópica). Vista anterior.
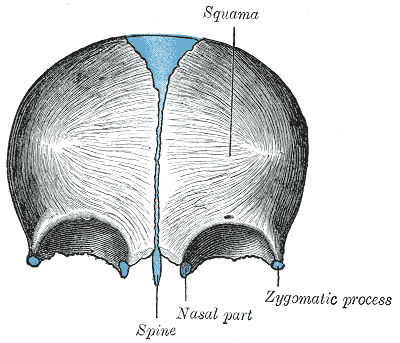
Osso frontal ao nascimento. Vista anterior.
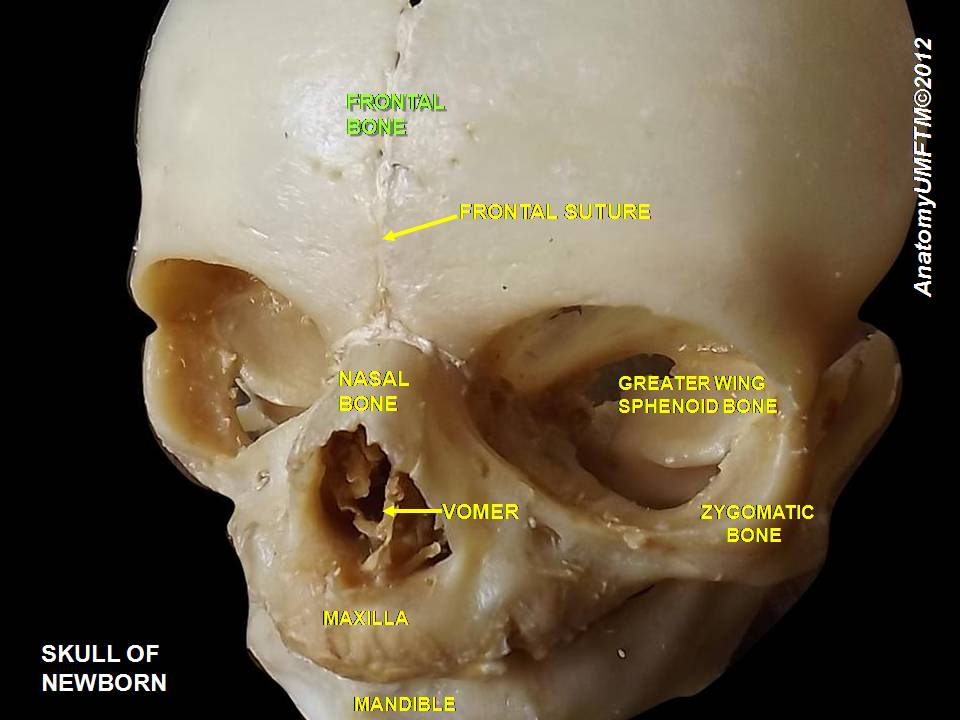
Frontal em um recém-nascido. Vista externa.
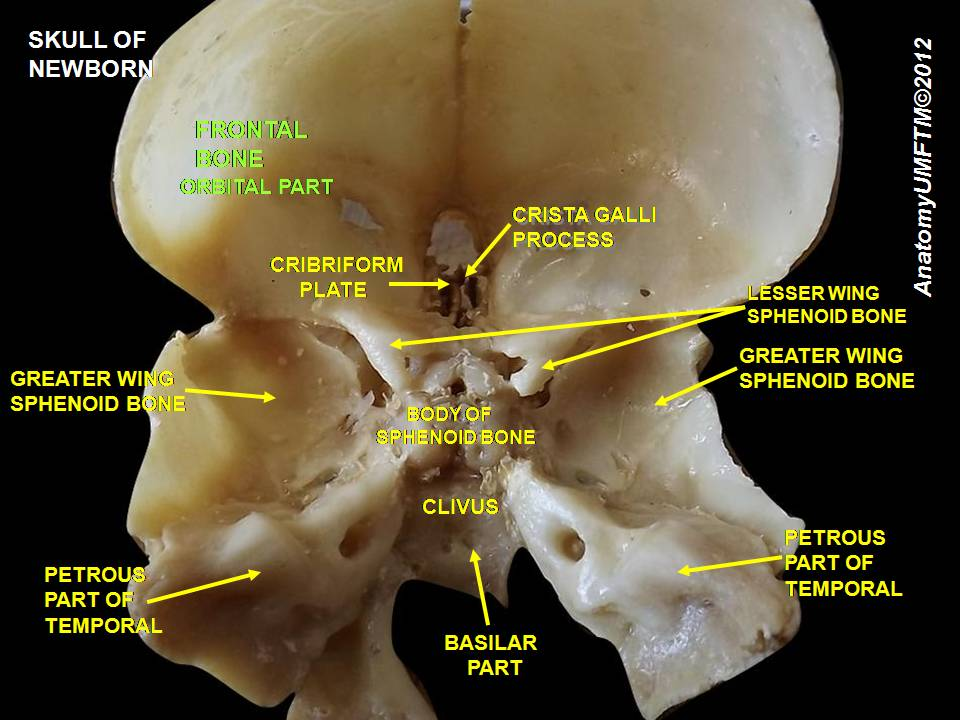
Frontal em um recém-nascido. Vista interna.